# Windows 95 OSR2
 (septembre 2020).
Si vous disposez d'ouvrages ou d'articles de référence ou si vous connaissez des sites web de qualité traitant du thème abordé ici, merci de compléter l'article en donnant les références utiles à sa vérifiabilité et en les liant à la section « Notes et références ».
Windows 95 OSR2, OSR pour « OEM Service Release 2 », est une version du système d'exploitation Microsoft Windows 95 publiée en 1996, disponible uniquement en OEM (nécessite l'achat d'un ordinateur ou d'un disque dur neuf).

## Historique
Entre le lancement officiel de Windows 95, le 4 septembre 1995, et celui de Windows 98, le 8 juillet 1998, deux mises à jour majeures de Windows 95 sont intervenues. D'une part, Microsoft a livré le Service Pack 1 qui contenait essentiellement des nouveaux pilotes pour les périphériques et quelques retouches pour les bugs les plus pénibles. Cette version de Windows95 porte le numéro 4.00.950 a.
Depuis le mois de novembre 1996, les constructeurs et les distributeurs qui vendent des PC 
neufs peuvent livrer la version 4.00.950.B, autrement dit Windows 95 OSR-2. Cette nouvelle 
mouture, la dernière avant Windows98 (des variantes d'OSR2 existent : 2.1, 2.5 cette dernière 
étant reconnue comme la version 4.00.950 C livrée avec Internet Explorer 4 et DirectX 5 notamment), présente plusieurs particularités.

## Défauts
D'autre part, pour la version française, italienne, allemande et espagnole, 
il existe un bug assez pénible pour les utilisateurs d'applications tournant sous DOS. En effet, une mauvaise écriture du fichier IO.SYS provoque un accroissement de la taille du fichier HIMEM.SYS, en termes d'occupation de la mémoire. Autrement dit, les utilisateurs perdent 40 Ko de mémoire avec la version actuelle de OSR-2.
Cela explique pourquoi des applications et des jeux fonctionnant sous DOS refusaient de se lancer. Ce bug était corrigé par la version OSR 2.1 (aussi connu sous le nom de 4.00.950 B) qui incluait aussi le support en natif de l'USB.